# ديوك جونسون (مخرج)
ديوك جونسون (بالإنجليزية: Duke Johnson)‏ هو كاتب سيناريو ومنتج أفلام ومخرج أمريكي، ولد في 20 مارس 1979 في سانت لويس في الولايات المتحدة.

## وصلات خارجية
- ديوك جونسون على موقع IMDb (الإنجليزية)
- ديوك جونسون على موقع ألو سيني (الفرنسية)
- ديوك جونسون على موقع أول موفي (الإنجليزية)
- ديوك جونسون على موقع قاعدة بيانات الأفلام السويدية (السويدية)
- ديوك جونسون على موقع قاعدة بيانات الفيلم (الإنجليزية)
- ديوك جونسون على موقع كينوبويسك (الروسية)